# Conus asheri
Espèce
Conus asheri est une espèce fossile de mollusques gastéropodes marins de la famille des Conidae.

## Taxonomie

### Publication originale
L'espèce Conus asheri a été décrite pour la première fois en 1988 par le malacologiste américain Edward James Petuch (d).